# Якобсдорф (Мекленбург-Передняя Померания)
Якобсдорф (нем. Jakobsdorf) — община в Германии, в земле Мекленбург-Передняя Померания.
Входит в состав района Северная Передняя Померания. Подчиняется управлению Нипарс. Население составляет 511 человек (на 31 декабря 2010 года). Занимает площадь 17,67 км².